# جون فراير كين

غلاف «ستة أشهر في الحجاز» - ترجمة سارة هادي.

جون فراير توماس كين (1854 - 1937 م) هو مستشرق وبَحَّار بريطاني.
ادَّعى في قصَّة نشرها عام 1881 م أنَّه زار مكَّة خلسة متنكرًا بشكل رجل هنديٍّ، وأدى مناسك الحج.

## رحلاته بالعربية
وقد ترجمت رحلاته إلى العربية:
- «ستة أشهر في الحجاز رحلات إلى مكة والمدينة» - جون كين، ترجمة سارة هادي / بيروت - دار الرافدين 1432 هـ / 2011 م.
- «ستة أشهر في الحجاز» - جون فراير كين، ترجمة إنعام إيبش / أبوظبي - دار الكتب الوطنية 2012 م.